# Yúliya Abramchuk
Yúliya Abramchuk –en ruso, Юлия Абрамчук– (Leningrado, URSS, 27 de octubre de 1987) es una deportista rusa que compitió en escalada, especialista en la prueba de bloques.
Ganó dos medallas en el Campeonato Mundial de Escalada, oro en 2009 y plata en 2005.

## Palmarés internacional
| Campeonato Mundial | Campeonato Mundial | Campeonato Mundial | Campeonato Mundial |
| Año                | Lugar              | Medalla            | Prueba             |
| ------------------ | ------------------ | ------------------ | ------------------ |
| 2005               | Múnich (Alemania)  | Medalla de plata   | Bloques            |
| 2009               | Xining (China)     | Medalla de oro     | Bloques            |